# 碧痕镇
碧痕镇，是中华人民共和国贵州省黔西南布依族苗族自治州晴隆县下辖的一个乡镇级行政单位。

## 行政区划
碧痕镇下辖以下地区：
碧痕村、新坪村、东风村和新庄村。